# 壮志高飞
《壮志高飞》（英語：New Horizon），2021年中国偶像剧。由陈乔恩、郑恺、朱梓骁、吕一、胡兵、赵子琪领衔主演。

## 播出时间
| 频道 | 所在地   | 播映日期      | 播出时间 | 备注 |
| ---- | -------- | ------------- | -------- | ---- |
|      | 中国大陆 | 2021年5月27日 |          |      |

## 演员列表

### 主要演员
| 演員                      | 角色 | 介紹 |
| 陈乔恩 （童年：黃楊鈿甜） | 吴迪 | 小迪 一位從空乘轉職女飛行員的勵志女性，性格率真，與肖默和夏宇陷入情感糾葛。 |
| 郑恺                      | 肖默 | 肖副駕、小默 為夢想執著奮鬥的飛行員肖默，冷靜內斂自信的高冷型男，出身低微靠著不懈努力實現夢想，是個不折不扣的都市事業型男人最後為仲夏航空機長。 |
| 朱梓骁                    | 夏宇 | 小夏總、小宇 仲夏航空繼承人、飛行學員，曾喜歡吳迪，杜葳的男友。 |
| 吕一                      | 杜葳 | 葳葳 仲夏航空的空姐後成為乘務長，吳迪的閨蜜，她對於朋友無微不至，對於乘客也耐心專業，夏宇的女友。 |
| 胡兵                      | 任远 | 仲夏航空機長，被稱為“魔鬼教官”，集嚴肅與呆萌於一體，吳迪、肖默等人在航校的教官。 |
| 赵子琪                    | 华欣 | 仲夏航空乘務長，肖默的表姐，任遠的妻子，她和任遠經歷了多年愛情長跑才最終走進婚姻，但兩個人都不喜歡被束縛，所以約定了要做丁克家庭。可華欣在聽其他乘務員說如果一個男人結了婚不要小孩就是有出軌嫌疑後，就花樣百出地上演“落地請生小孩”戲碼，笑料百出。 |

### 仲夏航空飛行員
| 演員   | 角色   | 介紹 |
| 许潇晗 | 婕     | 仲夏航空飛行員，羅東的妻子。 |
| 吴建飞 | 羅東   | 仲夏航空飛行員，航校畢業的高材生，婕的丈夫。 |
| 姚書豪 | 佟原   | 仲夏航空飛行員，對電腦很在行。 |
| 劉威龍 | 杜濤濤 | 仲夏航空飛行員，是仲夏航空的八卦王。 |
| 郭冬冬 | 韓立偉 | 仲夏航空飛行員，航校的班長，幽默搞怪、眾人眼裡的活寶。因為腦部動過手術，因此無法從航校畢業。後成為攜程集團高級專業經理(負責旅遊事務)，朵朵的男友，爾後腦瘤復發過世。 |

### 其他演员
| 演員   | 角色   | 介紹                                                       |
| 何中华 | 夏博洋 | 仲夏航空董事長兼董事局主席，夏宇的爸爸，後因車禍去世。     |
| 方曉莉 | 李茹蘭 | 夏宇的媽媽，後因心臟病發去世。                             |
| 白凡   | 吳父   | 吳迪的爸爸。                                               |
| 李颖   | 凌立   | 吳迪的媽媽。                                               |
| 賀剛   | 肖槐   | 肖默的爸爸、華欣的姨父。仲夏航空董事長夏博洋之好友，已逝。 |
| 刘洁   | 肖母   | 肖默的媽媽、華欣的小姨。                                   |
| 邵兵   | 雷琛   | 仲夏航空公司董事局副主席。                                 |
| 廖京生 | 何军   | 仲夏航空退休機長。                                         |
| 張凌烽 | 陸啟文 | 仲夏航空的機長。                                           |
| 王伟华 | 陶山   | 仲夏航空的機長。                                           |
| 秦伯坤 | 于越   | 仲夏航空的機長。                                           |
| 黎妍   | 周倩   | 仲夏航空的空服員。                                         |
| 王佳宇 | 朵朵   | 肖默青梅竹馬，甜品店老闆，韓立偉的女友。                   |
| 任东霖 | 齐阳   | 华欣前男友。                                               |
| 董晨   | 李腾   | 曾與夏宇發生爭執。                                         |

## 电视剧歌曲
| 曲别   | 歌名      | 演唱者 | 作词                 | 作曲   |
| 片头曲 | 飞行时刻  | 韩红   | 陆耀靖、廖源、何灏逾 | 陆耀靖 |
| 片尾曲 | Do it now | 郑恺   | 陆耀靖、郑恺         | 陆耀靖 |
| 插曲   | 星空      | 唐语泽 | 陆耀靖               | 陆耀靖 |